# Propaštica
Prapashticë en albanais et Propaštica en serbe latin (en serbe cyrillique : Пропаштица) est une localité du Kosovo située dans la commune/municipalité de Pristina, district de Pristina (Kosovo) ou district de Kosovo (Serbie). Selon le recensement kosovar de 2011, elle compte 240 habitants, tous albanais.

## Démographie

### Évolution historique de la population dans la localité
| 1948 | 1953  | 1961  | 1971  | 1981 | 1991  | 2011 |
| ---- | ----- | ----- | ----- | ---- | ----- | ---- |
| 901  | 1 030 | 1 078 | 1 004 | 941  | 1 040 | 240  |

|  |